# 杜博瓦 (日梅林卡區)
49°12′14″N 27°55′2″E / 49.20389°N 27.91722°E
杜博瓦（烏克蘭語：Дубова）是位於烏克蘭西南部文尼察州日梅林卡區的村莊，始建於1530年，面積1.87平方公里，海拔高度341米，2001年該城鎮人口643。